# اوبرتینتسه
اوبرتینتسه (به صربی: Obrtince) یک منطقهٔ مسکونی در صربستان است که در پروکوپلیه واقع شده‌است. اوبرتینتسه ۱۴ نفر جمعیت دارد.